# 제2회 부산국제영화제
제2회 부산국제영화제는 1997년 10월 10일부터 1997년 10월 18일까지 열린 영화제이다. 부산 해운대, 남포동에서 개최되었다.

## 수상

### 뉴 커런츠상
- 모텔 선인장 - 박기용 수상

### 선재상
- 명성, 그 6일의 기록 - 김동원 수상

### 운파상
- 티벳의 소금장수 - 울리케 코흐 수상

### 국제영화평론가 협회상
- 메이드 인 홍콩 - 프룻 첸 수상